# Nur zu Besuch (Madeline-Juno-Lied)
Nur zu Besuch ist ein Lied der deutschen Singer-Songwriterin Madeline Juno aus dem Jahr 2023. Das Stück ist die sechste Singleauskopplung aus ihrem gleichnamigen sechsten Studioalbum.

## Entstehung und Artwork
Nur zu Besuch wurde von der Interpretin selbst, gemeinsam mit dem Berliner Musiker Joschka Bender und dem Koblenzer Sänger Wieland Stahnecker (Blinker), geschrieben. Bender zeichnete darüber hinaus auch für die Aufnahme, Instrumentierung (Gitarre und Keyboard), Produktion und Programmierung verantwortlich. Bei der Aufnahme und der Produktion erhielt er Unterstützung durch Matthias Heising. Heising wiederum war zudem, zusammen mit Claire-Ann Varley, für das Arrangement zuständig. Blinker arbeitete bereits mit Juno für ihr vorangegangenes Studioalbum Besser kann ich es nicht erklären (2022) zusammen. Ebenso Heising, der zudem seit Beginn von Junos Karriere im Jahr 2013 immer mal wieder Teil ihrer Liveband war. Bender ist bereits seit Beginn von Junos Karriere festes Mitglied ihrer Liveband und an diversen Produktionen, in verschiedenen Funktionen, beteiligt gewesen. Das Mastering erfolgte durch HP Mastering Hamburg, unter der Leitung des Studioinhabers Hans-Philipp Graf. Für die Abmischung war der Berliner Toningenieur Dennis Keil zuständig.
Auf dem Frontcover der Single ist lediglich Juno zu sehen. Sie trägt eine Halskette, ein schwarzes Oberteil sowie eine Jeanshose und sitzt mit verschränkten Armen und angewinkelten Beinen auf dem Fußboden. Sie lehnt dabei mit ihrem Rücken an ein Fenster an und hat ihren Blick nach oben, vom Betrachter weg, gerichtet. Die Fotografie entstand beim Dreh zum dazugehörigen Musikvideo und wurde durch, den Beckum wirkenden, Mark Rudolph von Mr. Media geschossen.

## Veröffentlichung und Promotion
Die Erstveröffentlichung von Nur zu Besuch erfolgte als Single am 15. Dezember 2023. Diese erschien als digitaler Einzeltrack zum Download und Streaming durch Embassy of Music. Der Vertrieb erfolgte durch Tonpool, verlegt wurde das Lied durch BMG Rights Management und Universal Music Publishing. Am 26. Januar 2024 erschien das Lied als Teil von Junos sechstem gleichnamigen Studioalbums, dessen sechste Singleauskopplung es ist.
Erstmals angekündigt wurde die Single am 12. Dezember 2023 über die sozialen Medien von Juno, wo sie zugleich das Coverbild präsentierte. Einen Tag später veröffentlichte sie einen Teaser aus dem dazugehörigen Musikvideo.

## Inhalt
| „Nur zu Besuch Denn dahеim ist noch lang kein Zuhause, wenn man nur so tut. Ich komm’ nur noch her, weil ich hoff’ hier wär alles gut. Alles gut, alles gar nicht so schlimm. Bin willkommen, aber nicht wie ich bin. Ihr gebt es nicht zu, doch es stimmt. Ich bin nur zu Besuch.“ – Refrain, Originalauszug | Der Liedtext zu Nur zu Besuch ist in deutscher Sprache verfasst. Geschrieben und komponiert wurde das Stück gemeinsam von Joschka Bender, Blinker und Madeline Juno. Musikalisch bewegt sich das Lied im Bereich Popmusik. Das Tempo beträgt 166 Schläge pro Minute. Die Tonart ist E-Dur. Inhaltlich handelt das Lied von einer „isolierenden“ Erfahrung („Ich bin traurigerweise bei euch allеine“), einem unsentimentalen Blick auf die Beziehung zur Familie im Rahmen des Erwachsenwerdens. Es geht darum, bei seiner Familie körperlich anwesend zu sein, jedoch keinen persönlichen Draht zueinander zu haben beziehungsweise zu finden („Jeder Versuch was zu ändern hat mich nur noch mehr von denen, die ich lieb, entfernt“) und sich verstellen zu müssen, um miteinander klarzukommen („Bin willkommen, aber nicht wie ich bin“). Weiter thematisiert sie, nicht ehrlich sein zu können, ohne das es zum Streit kommt („Papa, es tut mir leid der Grund zu sein, dass alle leiden. Du sagst mir: Lass es sein! Schau, du bringst Mama nur zum Wein’n“) und sie sich dadurch nur wie eine Besucherin, nicht wie ein Familienmitglied, vorkomme. Juno selbst berichtete, dass sie sich beim texten selbst „klitzeklein gefühlt“ habe und verglich das Lied inhaltlich mit 99 Probleme aus ihrem vorangegangenen Studioalbum Besser kann ich es nicht erklären. Es sei ein trauriger Titel, der den Hörer unmittelbar mit auf eine schwierige Reise nehme. Die Produktion solle die Zuspitzung der Situation widerspiegeln und gleichzeitig Intimität spürbar machen. Die Frage sei: „Wann ist man fertig mit dem Erwachsen werden?“ |

Aufgebaut ist das Lied auf zwei Strophen, einem Refrain und einer Bridge. Die erste Strophe ist ein Sechszeiler. An diese schließt sich zunächst der Prechorus an, der sich aus vier Zeilen zusammensetzt, ehe der eigentliche Refrain mit sieben Zeilen einsetzt. Der gleiche Aufbau wiederholt sich mit der zweiten Strophe, wobei der zweite Prechorus über einen anderen Text verfügt. Nach dem zweiten Refrain setzt als musikalisches Zwischenspiel die Bridge ein, die sich aus einem vierfachen Haufenreim zusammensetzt. Danach endet das Lied mit dem dritten Refrain. Neben dem Hauptgesang von Juno ist im Hintergrund die Stimme von Claire-Ann Varley zu hören.

## Musikvideo
Das Musikvideo zu Nur zu Besuch feierte seine Premiere am 15. Dezember 2023 auf der Videoplattform YouTube. Dieses zeigt Juno, die am Abend ihre Freunde zum gemeinsamen Essen empfängt. Unterstützt wurde sie dabei von Blinker, Taisha, Rebecca Thomalla (Becks) sowie Eric Wodegnal, die Junos Freundeskreis verkörpern. Becks und Taisha sind dabei als Paar zu sehen. Zu Beginn sind alle Personen auf ihrem Weg zu Juno zu sehen. Das Video endet damit, dass alle im Kreis zusammensitzen und einzeln Teile des letzten Refrains interpretieren, wobei Juno mit der letzten Textzeile „Nur zu Besuch“ den Abschluss bildet. Die Gesamtlänge des Videos beträgt 3:21 Minuten. Regie führte erneut, wie schon beim Vorgänger Versprich mir du gehst, Mark Rudolph. Bis Dezember 2023 zählte das Musikvideo über 40 Tausend Aufrufe bei YouTube.

## Mitwirkende
| Liedproduktion - Joschka Bender: Gitarre, Keyboard, Komposition, Liedtext, Musikproduktion, Programmierung, Tonaufnahme - Hans-Philipp Graf: Mastering - Matthias Heising: Arrangement, Musikproduktion, Tonaufnahme - Madeline Juno: Gesang, Komposition, Liedtext - Dennis Keil: Abmischung - Wieland Stahnecker (Blinker): Komposition, Liedtext - Claire-Ann Varley: Arrangement, Begleitgesang Unternehmen - BMG Rights Management: Musikverlag - Embassy of Music: Musiklabel - Mr. Media: Filmproduktion (Musikvideo) - Tonpool: Vertrieb - Universal Music Publishing: Musikverlag | Visualisierung (Cover) - Mark Rudolph: Fotografie Musikvideo - Jonas Kleinhaus: Kamera - Braco Roguljic: Kameraassistenz - Mark Rudolph: Oberbeleuchtung, Regie, Schnitt - Wieland Stahnecker (Blinker): Schauspielende Person - Joana Sysum: Haare, Make Up - Taisha: Schauspielende Person - Rebecca Thomalla (Becks): Schauspielende Person - Eric Wodegnal: Schauspielende Person |